# Röd stolonmossa
Röd stolonmossa (Cladopodiella francisci) är en bladmossart som först beskrevs av William Jackson Hooker, och fick sitt nu gällande namn av Jørg.. Röd stolonmossa ingår i släktet stolonmossor, och familjen Cephaloziaceae. Arten är reproducerande i Sverige. Inga underarter finns listade i Catalogue of Life.